# Vittorio Valletta
Vittorio Giuseppe Valletta (Genova, 28 luglio 1883 – Pietrasanta, 10 agosto 1967) è stato un dirigente d'azienda italiano, dal 1921 al 1966 dirigente della FIAT, della quale fu amministratore delegato e, successivamente, presidente.
Valletta fu il principale artefice del grande sviluppo industriale e commerciale della FIAT a partire dalla fine della seconda guerra mondiale e trasformò l'azienda torinese in uno dei più importanti costruttori di autoveicoli in Europa e nel mondo, favorendo in modo decisivo la motorizzazione di massa in Italia degli anni cinquanta e sessanta. Personalità energica e determinata, guidò con poteri quasi assoluti la FIAT fino alla morte, dirigendo con grande autorità e instaurando nelle sue fabbriche un sistema di rigida disciplina e gerarchia, in costante opposizione con i sindacati e gli operai comunisti. 

## Biografia

### Studi e prime attività
Vittorio Valletta nacque a Sampierdarena, comune in seguito diventato quartiere di Genova, nel 1883. Il padre Federico, siciliano di origini brindisine (Palermo, 1856 - Torino, 1915), era un ufficiale del Regio Esercito, in seguito (dal 1890) funzionario a Torino delle Ferrovie (sarebbe morto di infarto nell'Ospedale Militare di Torino nell'agosto del 1915 poco dopo essere stato nominato capitano in seguito allo scoppio della I guerra mondiale). La madre era la valtellinese Teresa Quadrio, appartenente ad una famiglia della piccola nobiltà (un esponente di spicco di questa famiglia fu il patriota Maurizio Quadrio). Vittorio ricevette una ferrea educazione dalla madre (data la supposta ludopatia di suo padre) e divenne ragioniere tramite la frequenza di corsi serali all'ITC Sommeiller di Torino.
Successivamente, nel 1909, si diplomò presso l'Istituto Superiore di Commercio (oggi facoltà di Economia e Commercio dell'Università degli Studi di Torino) da studente-lavoratore.
Dal 1906 era sposato ed ebbe un'unica figlia, Fede, che morì nel 1957 di tumore.
Insegnò ragioneria in un istituto superiore e collaborò presso uno studio di commercialista.
Nel 1914, con il grado di tenente, fu reclutato dalla neonata DTAM (Direzione tecnica dell'Aviazione Militare) a Torino, che si prefiggeva il compito di coordinare l'attività delle industrie aeronautiche nell'assistenza all'aviazione militare, in previsione dell'imminente entrata in guerra dell'Italia.
Fu in quel ruolo che conobbe Antonio Chiribiri.
Alla fine del conflitto, Valletta divenne procuratore generale della azienda automobilistica Chiribiri, dimostrando grandi capacità organizzative e amministrative.
È assodata la sua adesione, avvenuta in quel periodo, alla Massoneria, in effetti fu iniziato il 24 novembre 1917 nella Loggia "XX Settembre 1870" di Roma e il 20 giugno 1919 raggiunse il 32º grado del Rito scozzese antico ed accettato.

### L'ingresso in FIAT

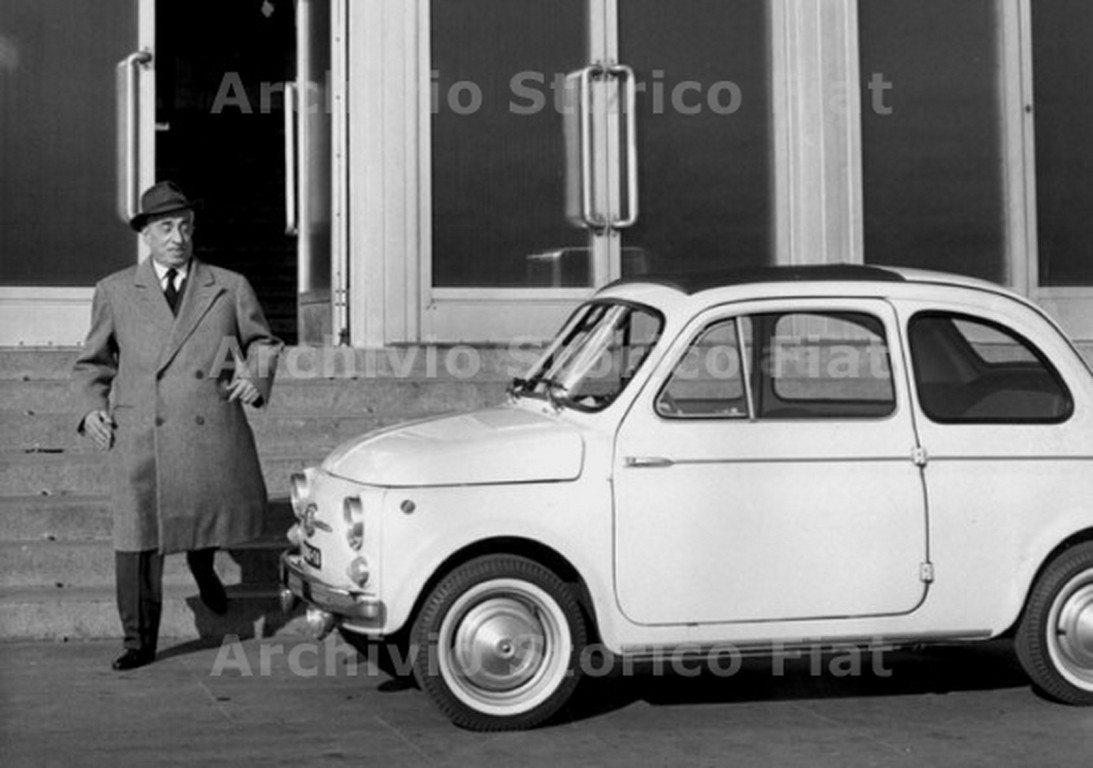
Vittorio Valletta accanto a una Fiat 500D, Torino 1964.

Nel 1921 Valletta, all'epoca insegnante e piccolo imprenditore, eseguì una perizia commerciale per conto di un avvocato liberale, Bruno Villabruna, che rappresentava gli interessi di una piccola azionista FIAT di Biella la quale aveva promosso azione legale contro il senatore Giovanni Agnelli per una controversa operazione di aggiotaggio in borsa.
L'analisi era favorevole alla cliente di Villabruna, ma a seguito di un rinvio dell'udienza Villabruna scoprì che Valletta, nel frattempo assunto alla Fiat come dirigente, aveva presentato una nuova perizia questa volta favorevole alla Fiat e che il giudice accolse.
Narra l'aneddotica che più di trent'anni dopo tale episodio, quando Villabruna era ministro dell'Industria della giovane repubblica e Valletta nel frattempo presidente della Fiat, in un incontro pubblico il primo con un espediente (la frattura a un dito) evitò di stringere la mano al secondo.
Valletta entrò alla FIAT con il grado di direttore centrale, per divenire direttore generale nel 1928 e amministratore delegato nel 1939.

### Il secondo dopoguerra: l'estromissione dalla FIAT
Nel novembre 1944 Valletta fu denunciato al CLN per collaborazionismo. Il 23 marzo 1945 la Commissione provinciale di epurazione del CLN lo deferiva alla Commissione di Giustizia e lo estrometteva dalla direzione della FIAT.
Tuttavia il Consiglio di Gestione, riformato dal CLNAI per guidare l'azienda in sostituzione provvisoria della precedente dirigenza, si trovò di fronte a molte difficoltà.
Già il principale azionista e fondatore della medesima, senatore Giovanni Agnelli, estromesso dalla direzione, era deceduto il 16 dicembre 1945.

### Il rientro alla FIAT

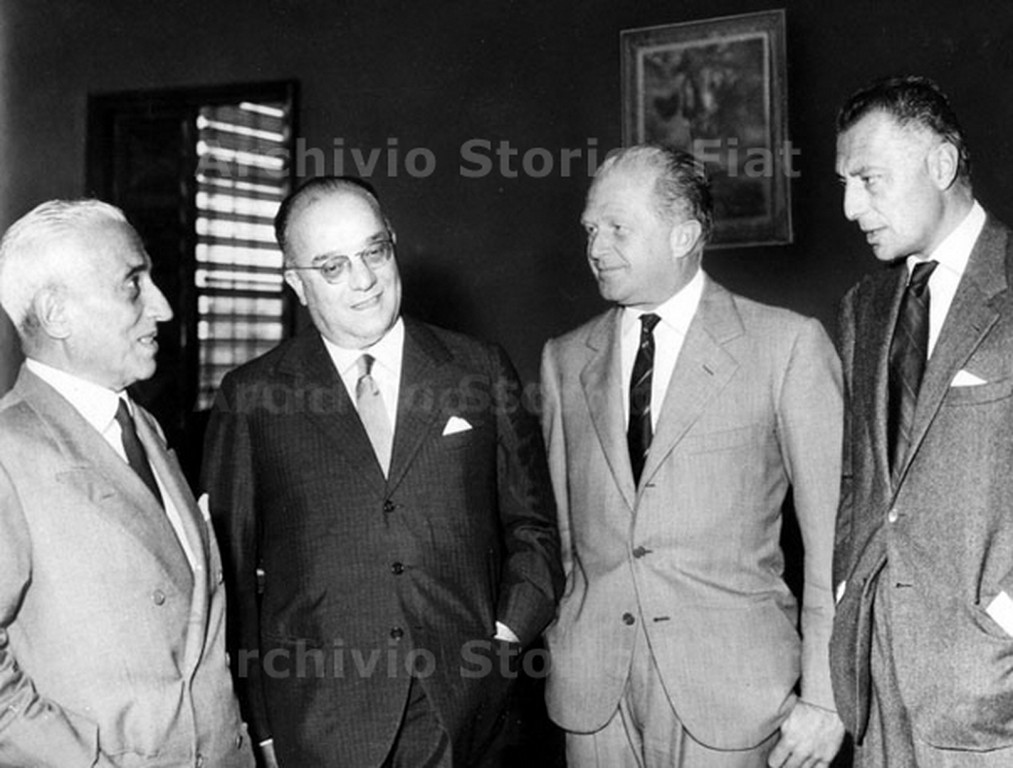
Vittorio Valletta (a sinistra) con Gaudenzio Bono, Giovanni Nasi e Gianni Agnelli, negli anni sessanta

Valletta fu quindi interpellato più volte per la soluzione di problemi dei quali solo lui aveva la cognizione precisa.
Inoltre, sorsero gravi difficoltà nell'approvvigionamento delle materie prime e le autorità alleate insistevano per un ritorno alla normalità anche nella gestione dell'azienda.
Dopo una serie di incontri tenutisi a Roma tra Valletta, in rappresentanza della proprietà, e le controparti rappresentate dai componenti del Consiglio di Gestione nominato dal CNLAI e dai delegati della Camera del Lavoro di Torino, alla presenza dei ministri del Governo provvisorio Giovanni Gronchi e Gaetano Barbareschi, furono accantonati i provvedimenti di epurazione (contro cui Valletta aveva peraltro tempestivamente presentato ricorso) e si giunse ad un accordo, siglato il 18 febbraio 1946, in forza del quale si concludeva la gestione commissariale della FIAT.
Valletta fu reintegrato nel consiglio d'amministrazione dell'azienda e nominato amministratore delegato nell'aprile 1946, stante anche il parere favorevole del principale azionista della società, la famiglia Agnelli, rappresentata allora dal venticinquenne Gianni e dal cugino 28enne Giovanni Nasi.
Notorio è l'aneddoto in cui, nel luglio 1946, Valletta mise il giovane Agnelli di fronte all'alternativa tra guidarla in prima persona oppure continuare a delegarne la gestione: «I casi sono due: o lei fa il Presidente o lo faccio io», e Agnelli rispose: «Professore, lo faccia lei».

### Lo sviluppo dell'azienda nel ventennio della sua presidenza

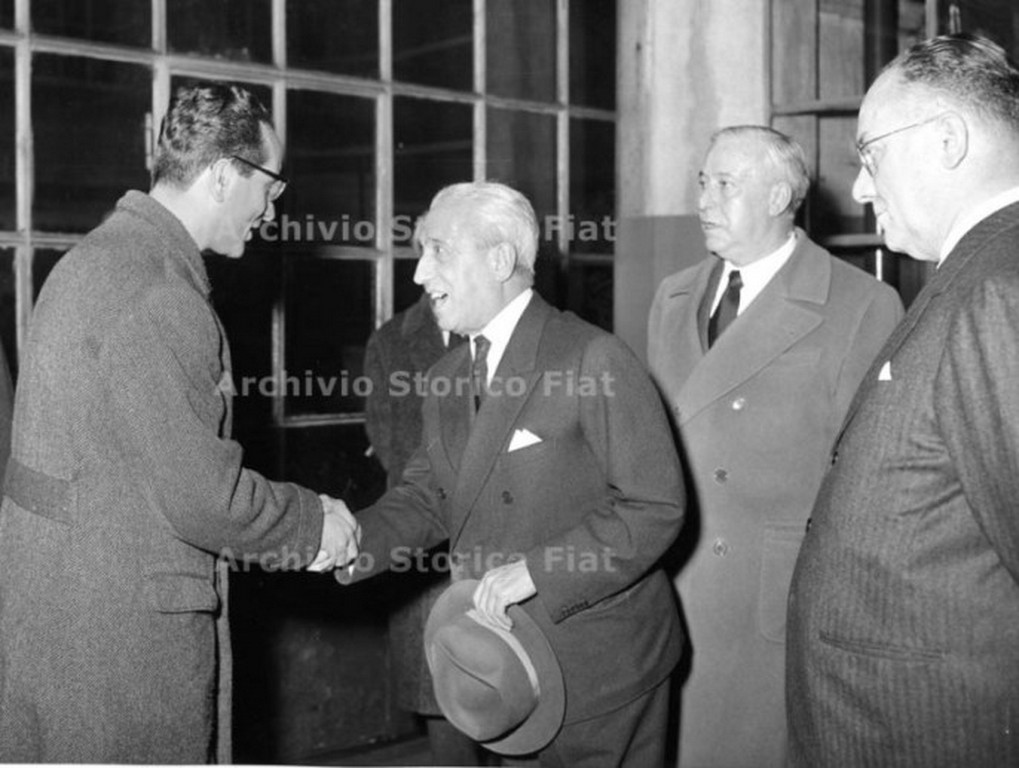
Vittorio Valletta (al centro) mentre saluta il ministro Emilio Colombo, Torino 1960.

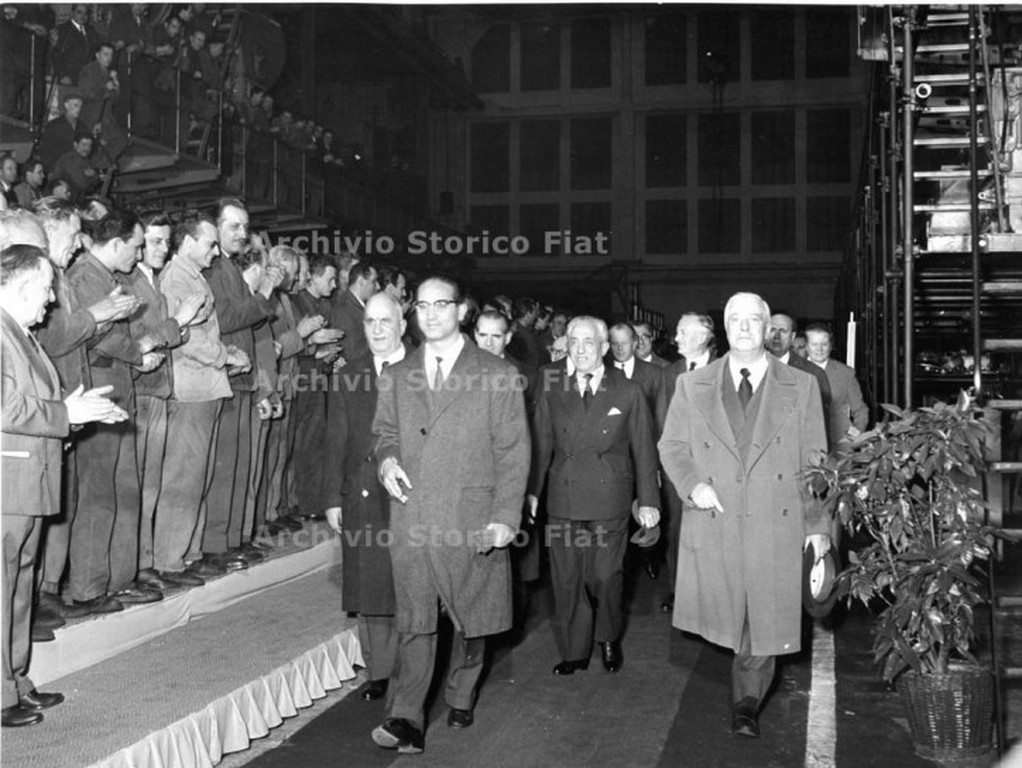
Vittorio Valletta (al centro) con Gaudenzio Bono durante la visita del ministro Emilio Colombo. Visita alla sala prove della Fiat Grandi Motori per il conferimento del premio ANIAI al motore marino 7512.S, quale migliore realizzazione di ingegneria meccanica, Torino 1960.

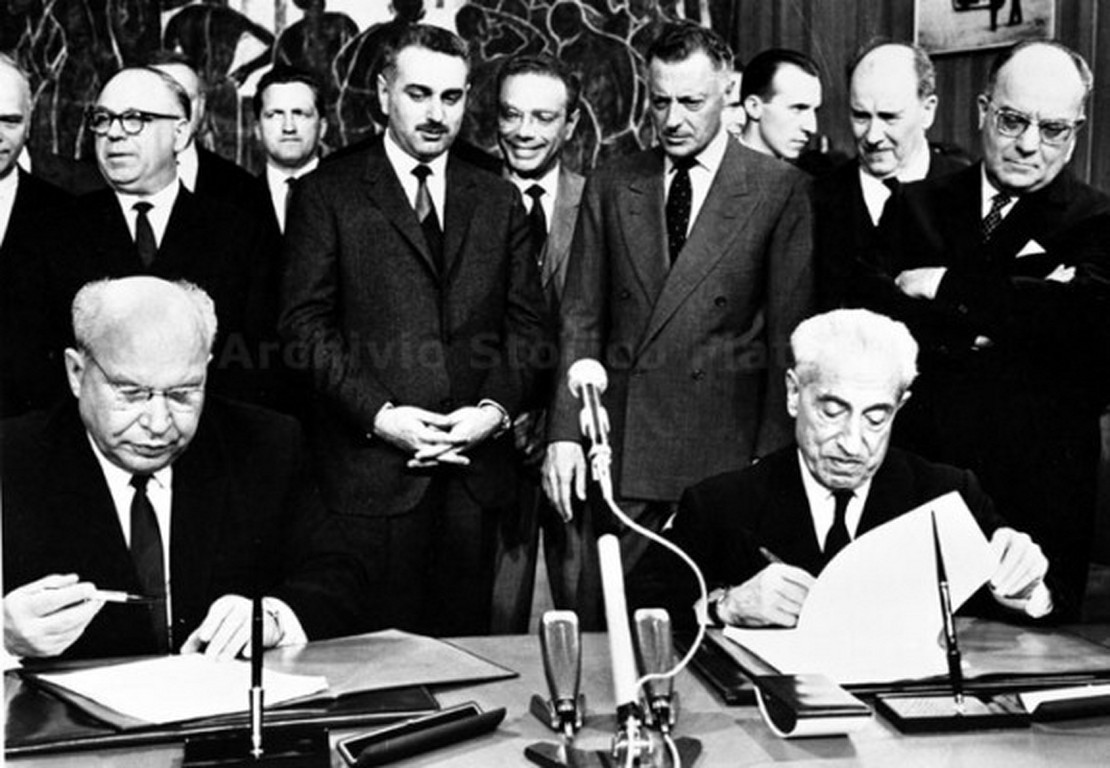
Valletta (a destra) e Aleksandr Tarasov firmano il protocollo dell'accordo per la realizzazione di un complesso produttivo a Togliatti in Unione Sovietica. In secondo piano, tra gli altri, l'avvocato Gianni Agnelli. Torino 1966.

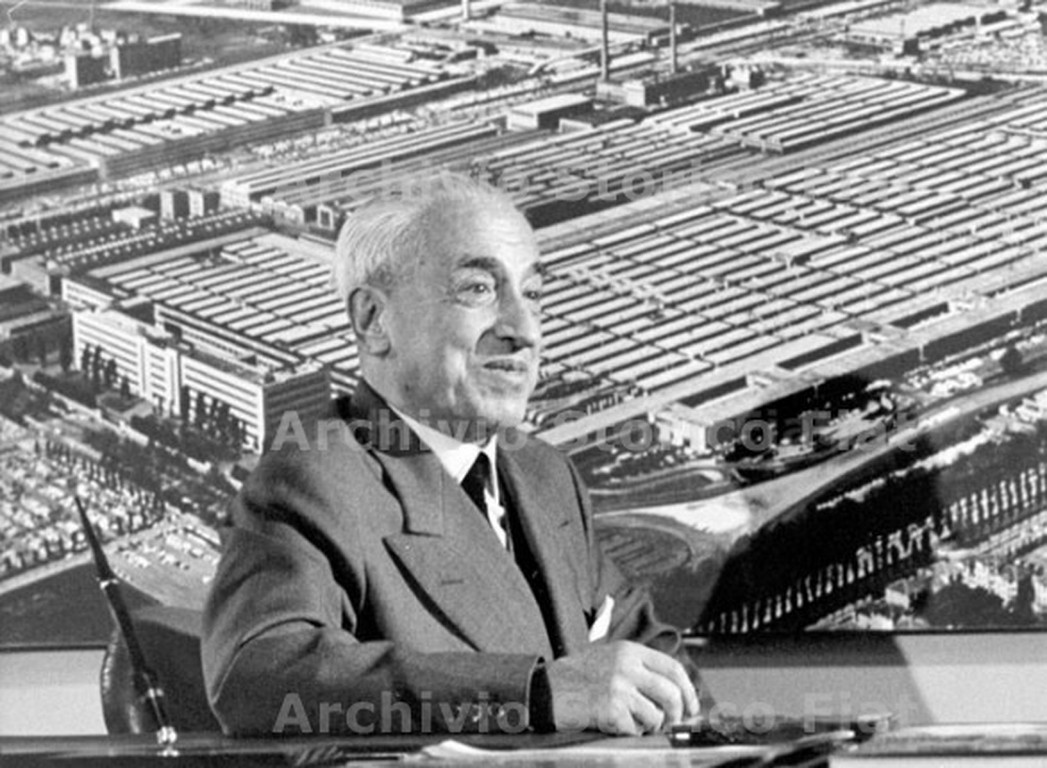
Vittorio Valletta nel suo ufficio dello stabilimento Fiat Mirafiori, Torino, anni sessanta.

Nel 1946 ricevette quindi la nomina a presidente della società, carica che mantenne fino al 1966, e fu successivamente protagonista della ricostruzione dell'azienda e della sua grande espansione negli anni cinquanta.
A 77 anni si risposò con la sessantaquattrenne Felicita Dondo.
Nel 1966, convinto che Gianni Agnelli, all'età di ormai 45 anni compiuti senza essersi mai occupato dell'azienda se non per incarichi di rappresentanza, sarebbe stato ben lontano dal pensare di occuparsi direttamente dell'azienda ereditata dal nonno, pensò ad un suo successore nella persona del fedele ingegnere Gaudenzio Bono, già Direttore Generale della Fiat e poi anche Amministratore delegato. Ma Gianni Agnelli non la pensava allo stesso modo e così, nel 1966, gli fece sapere che intendeva sedersi lui stesso al timone dell'azienda: Valletta dovette rassegnarsi a vedere l'erede del fondatore prendere il suo posto di Presidente della società, lasciando a lui la carica onorifica di Presidente onorario (il suo prescelto, Bono, rimase ancora per cinque anni Amministratore delegato).

### Senatore a vita
L'ultimo atto di rilievo da lui compiuto prima di lasciare la carica di Presidente effettivo fu la conclusione del contratto con Autopromimport, l'ente sovietico per l'importazione di materiale automobilistico, per la realizzazione, da parte della FIAT, del progetto VAZ, la costruzione "chiavi in mano" di un grosso stabilimento di produzione di autovetture nella regione del Volga.
Nel 1966, lasciata la presidenza della FIAT, fu nominato senatore a vita dal presidente della Repubblica Giuseppe Saragat.
Morì solo un anno dopo aver lasciato la presidenza della FIAT, a causa di un'improvvisa emorragia cerebrale, mentre era in vacanza nella sua residenza estiva a Le Focette, frazione di Pietrasanta (Lucca).
(dal messaggio di cordoglio alla famiglia, inviato il 10 agosto 1967 dal presidente Giuseppe Saragat)
Il 14 agosto 1967 l'ambasciatore russo Ryjov, ricevuto e accompagnato da Gianni Agnelli, depose sulla tomba di Valletta presso il Cimitero monumentale di Torino una corona d'alloro inviata dal Presidente del Consiglio dei ministri dell'URSS, Aleksej Kosygin.